# Adolf Wächter (Bankmanager)
Adolf Philipp Wächter (* 28. September 1917; † 4. Oktober 2013) war ein deutscher Bankmanager.

## Werdegang
Adolf Philipp Wächter besuchte das Wilhelmsgymnasium München und machte dort 1937 Abitur.
1951 trat er in die Bayerische Hypotheken- und Wechsel-Bank ein. Von 1961 an war er Mitglied des Vorstands der Bank und zeitweise Stellvertreter des Sprechers. 1983 wechselte er in den Aufsichtsrat und von 1988 bis 1992 war er Mitglied des Beirats.

## Ehrungen
- Verdienstkreuz am Bande der Bundesrepublik Deutschland
- Bayerischer Verdienstorden
- Ehrensenator der Ludwig-Maximilians-Universität München